# 奥韦汉德动物园

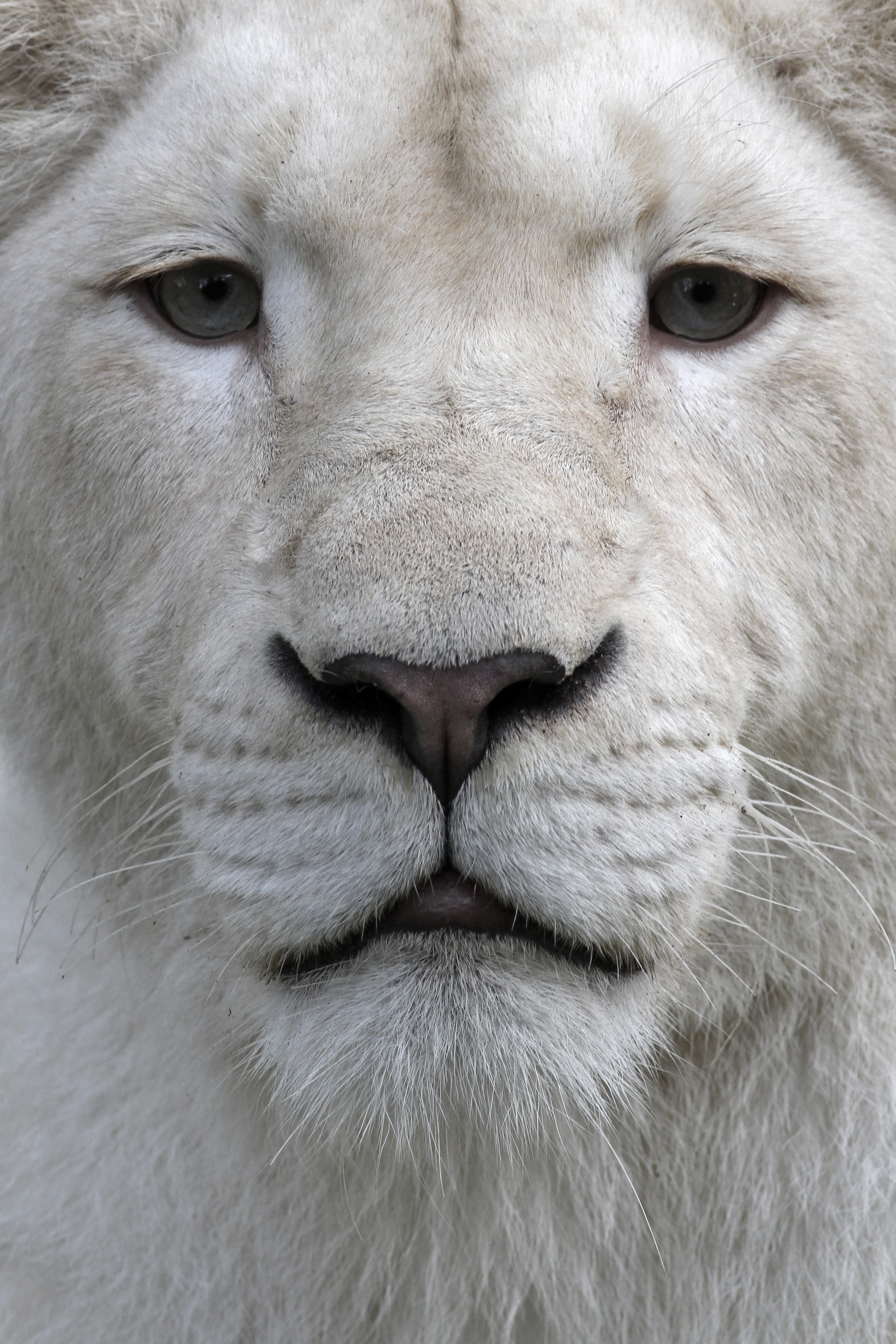
2001年起，该动物园拥有了白狮

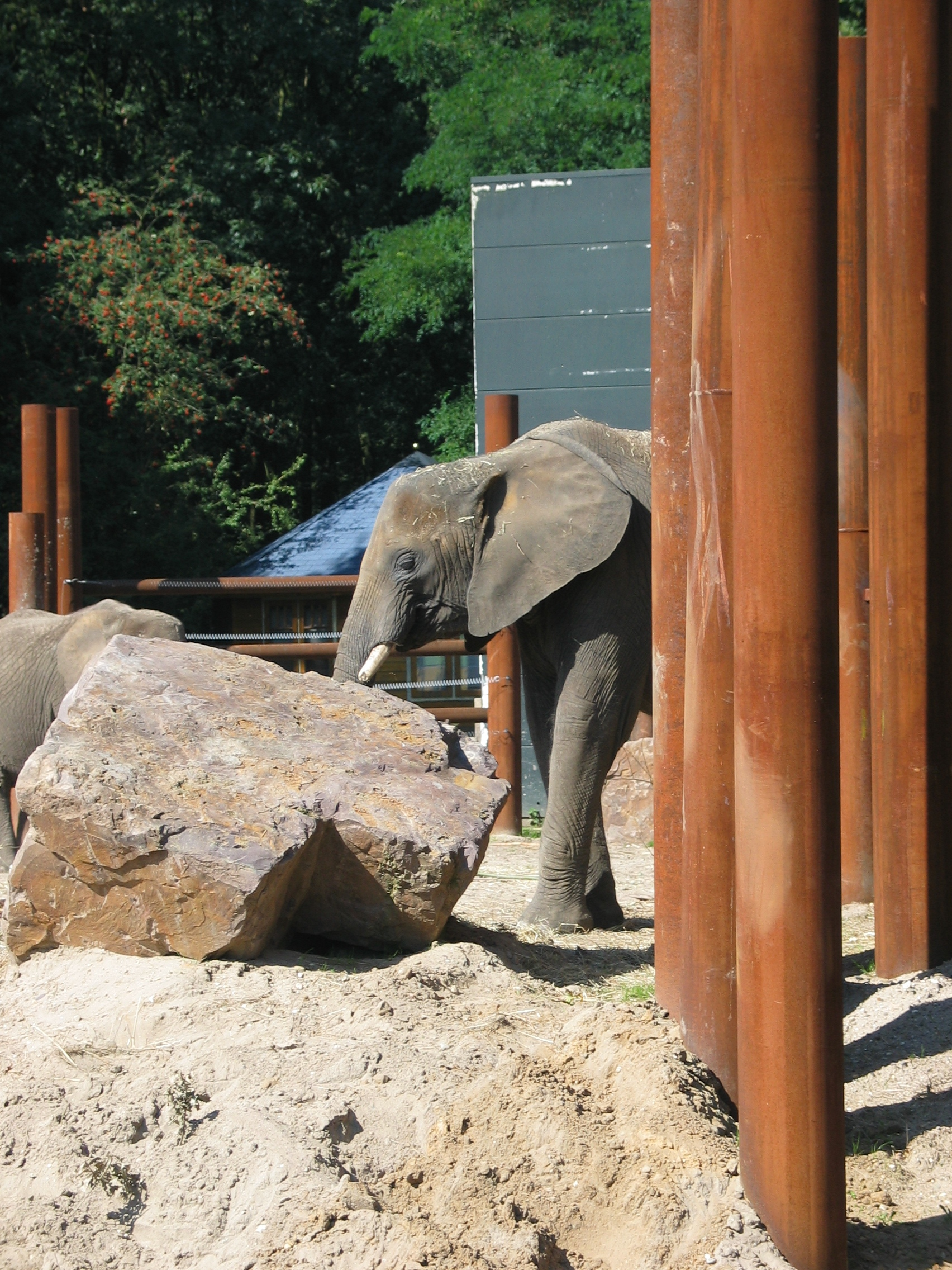
非洲象

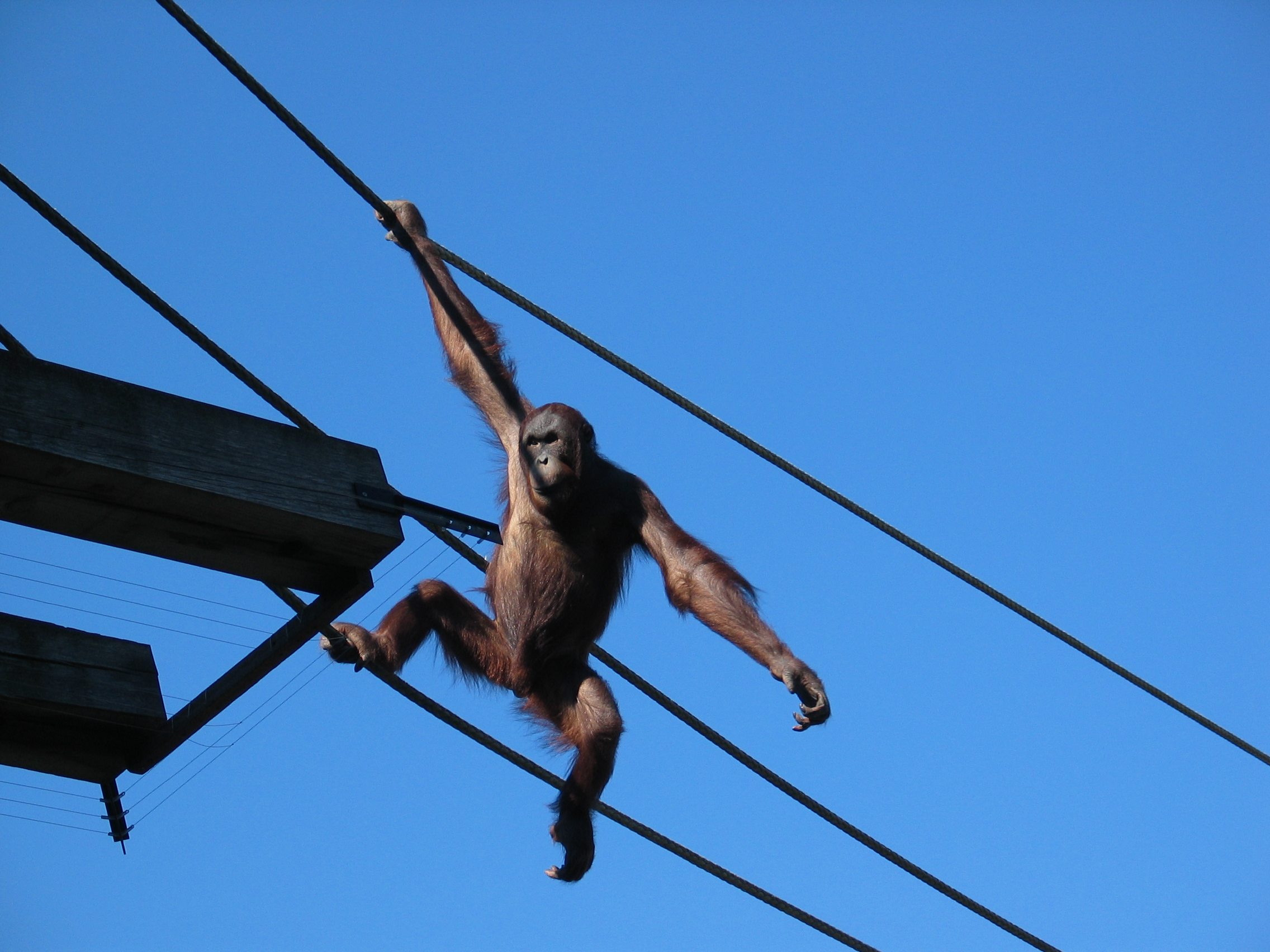
2006年9月，年幼的红毛猩猩

奥韦汉德动物园（荷蘭語：Ouwehands Dierenpark）是位于荷兰雷嫩的动物园。

## 历史
动物园的创始人科尔·奥韦汉德（Cor Ouwehand）从鹿特丹搬到了雷嫩，想开家雪茄工厂，但随后改变主意，于1919年在赫雷伯山（Grebbeberg）开了家养鸡场，养鸡场里还拥有其他动物，包括浣熊、孔雀和野鸡，迅速引起了当地民众的兴趣。
在1930年代大萧条期间，养鸡场失去了很多业务，但人们不断来看动物，奥韦汉德遂决定把他的农场变成动物园。他参观考察了欧洲动物园，并在1932年6月18日正式开办动物园。
动物园的商业成功产生了一个意想不到的副作用。在第二次世界大战前夕，荷兰政府试图强化其抵御德国入侵的防御。赫雷伯线——一条建于18世纪的保护荷兰水线的防线——直接穿过赫雷贝贝尔赫，动物园建在其上。德国官员穿着便衣，在赫雷贝线正在重建时访问了动物园，并且从动物园观察得出结论认为，赫雷贝贝尔赫是整条赫雷贝线上的薄弱环节，因为防止受入侵时本地区被淹没的防弹抽水设备将不会在1940年5月前完成。在接下来的赫雷伯山战役中，1940年5月11日至13日，荷兰当局命令射死动物园中的所有危险动物，以防止它们在动物园遭遇战火时逃跑。奥韦汉德不愿由荷兰士兵动手，于是他自己执行了这项命令。
动物园重建过程非常缓慢。奥韦汉德在1950年逝世，他的儿子布拉姆（Bram）和布拉姆的连襟约·巴尔斯（Jo Baars）接管了动物园。直到1953年，在二战中被打死的动物才获得赔偿。
从那时起，动物园的面积增加了一倍，达到22公顷。市政府禁止该动物园进一步扩张，包括河马、大象、大猩猩和黑猩猩等动物被淘汰。到1990年代末，动物园几乎破产，每年接待的游客不到50万人次。2000年，动物园被百万富翁商人马塞尔·布克霍恩（Marcel Boekhoorn）买下，他为狮子、老虎、北极熊和大象投资了新住所，并建造了运动场和一家新的餐厅。

## 引入熊猫计划
荷兰为获得中国的大熊猫前后努力15年，历经三任首相。2015年荷兰国王威廉·亚历山大访华时，中国方面同意向荷兰租借两只大熊猫武雯（Wu Wen）、星雅（Xing Ya），作为科研合作之用。这对大熊猫确定落户奥韦汉德动物园。
为迎接这对大熊猫，动物园斥资700万欧元建成了名为“Pandasia”的熊猫园，园内主体建筑采用中国传统宫殿式风格，熊猫馆总面积9000平方米，熊猫生活面积3400平方米。熊猫馆由中国扬州意匠轩园林古建筑营造有限公司设计研究院设计，由该公司施工，2016年动工，2017年竣工。
2017年4月12日，正值中荷建交45周年之际，两只大熊猫乘坐荷兰皇家航空公司专机抵达阿姆斯特丹史基浦機場，现场有120多名荷兰和国际新闻媒体记者等候，享受国王般待遇。2017年5月30日端午节，大熊猫馆开馆。